# San Ramón (tổng)
San Ramón là một tổng trong tỉnh Alajuela, Costa Rica. Tổng này có diện tích 1018,64 km², dân số năm 2008 là 77380 người..